# 52-га піхотна дивізія (Велика Британія)
52-га (Долинна) піхотна дивізія (Велика Британія) (англ. 52nd (Lowland) Infantry Division) — військове з'єднання, піхотна дивізія британської армії, що брала участь у Першій та Другій світових війнах. Дивізія була створена у квітні 1908 року, як Долинна дивізія, частина Територіальних сил. З 1915 року перейменована на 52-гу Долинну дивізію.
Територіальні сили пізніше були перетворені в Територіальну армію, а в міжвоєнні роки дивізія була знову розгорнута як 52-га (Долинна) піхотна дивізія — піхотна дивізія 1-ї лінійної територіальної армії — і продовжила службу під час Другої світової війни.
У грудні 1947 року формування об'єднали з 51-ю (Гірською) піхотною дивізією, яка стала 51-ю/52-ю Шотландською дивізією, але до березня 1950 року 51-шу дивізію та 52-гу дивізію було відтворено як окремі з'єднання. 52-га (Долинна) дивізія остаточно розформована в 1968 році.

## Історія з'єднання
Долинна дивізія заснована 1 квітня 1908 року. Полки територіальних сил, які входили до дивізії, походили з Шотландської низовини та мали історію, яка в деяких випадках налічуваа понад 300 років. Дивізія складалася з трьох піхотних бригад: 155-ї (Південної Шотландії), 156-ї (Шотландської стрілецької) та 157-ї (Гірської легкої піхотної) бригад.

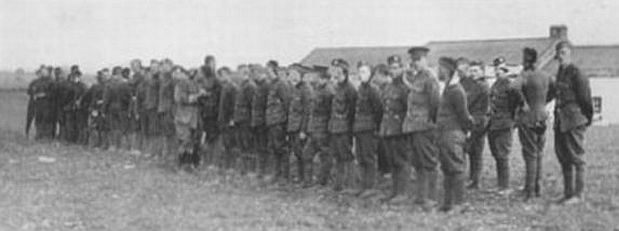
Вцілілі у залізничній катастрофі військові Долинної дивізії

### Перша світова війна
На початку Першої світової війни з'єднання призначалося завдання щодо захисту шотландського узбережжя. У червні 1915 року дивізію (без двох своїх артилерійських бригад) перекинули на Галліполі. На маршруті руху з Шотландії, дивізія зазнала втрату 210 офіцерів і солдатів убитими та ще 224 постраждали внаслідок залізничної аварії у Квінтіншіллі поблизу Гретни.
25 червня 1915 року дивізія у складі VIII корпусу почала висадку на Гелліський фронт на півострів Галліполі. 156-ту бригаду було висаджено вчасно, щоб взяти участь у битві при Галлі-Равін, де вона була розбита під командуванням сумнозвісного генерал-лейтенанта Ейлмера Хантер-Вестона. Просуваючись вздовж Фір-Трі-Спур, праворуч від яру, бригада не мала артилерійської підтримки та не мала досвіду бою на Галліполі. Бригада зазнала великих втрат.
12 липня, коли решта бригад висадилися на османський берег, союзні війська атакували уздовж Ачі Баба Нулла в напрямку Критії. Їм вдалося захопити траншеї противника, але залишилися без підтримки та стали вразливі для контратак османської армії. Незважаючи на скромні здобутки, британські частини зазнали 30-% втрати і були неспроможні використовувати перевагами свого становища.
Після провалу Дарданелльської кампанії дивізію перекинули до Єгипту, де включили до складу Єгипетського експедиційного корпусу. Брала участь у битві при Романі, активно діючи в обороні. У березні та квітні 1917 року підрозділи 52-ї піхотної дивізії билися у Першій і Другій битві за Газу.
Перебуваючи у складі XXI корпусу, 52-га дивізія відіграла важливу роль в остаточному розгромі османських військ у третій битві за Газу та наступному наступі. Згодом дивізія брала участь у Єрусалимській битві. У битві за Джаффу в ніч з 20 на 21 грудня 1917 року три бригади дивізії за підтримки флотилії Королівського флоту попри проливний дощ раптовою атакою розгромили османську армію, що оборонялася на позиціях навколо міста.
У квітні 1918 року дивізію передислокували до Франції, де вона взяла участь у Другій битві на Соммі, Другій битві при Аррасі та битві на лінії Гінденбурга під час Стоденного наступу.
Після війни дивізія була розформована разом із рештою територіальних військ. Однак у 1920 році його було відновлено як частину територіальної армії.

### Друга світова війна
Після вторгнення нацистської Німеччини до Польщі, Велика Британія вступила у Другу світову війну, 52-га дивізія разом з 15-ю (Шотландською) піхотною дивізією, базувалася в Шотландії під командуванням генерал-майора Джеймса С. Дрю.
Після евакуації з Дюнкерка дивізія була ненадовго направлена до Франції у складі Другого британського експедиційного корпусу (2BEF) для забезпечення виведення союзних сил поблизу Шербура під час операції «Аріель». Дивізія повернулася до Сполученого Королівства і, як і більшість британської армії після Дюнкерка, почала підготовку для відбиття очікуваного німецького вторгнення на Британські острови, яке так і не відбулося. З травня 1942 по червень 1944 року 52-га дивізія здійснювала інтенсивну підготовку до ведення гірської війни, для запланованого вторгнення союзних військ до Норвегії. Після червня 1944 року 52-га дивізія була реорганізована та пройшла курс підготовки до десантних операцій. У рамках цієї нової ролі дивізія була передана 1-й повітрянодесантній армії союзників.
Дивізію ніколи не використовували в жодній з ролей, для якої вона готувалася, і в жовтні 1944 року її перекинули морем в Остенде до Бельгії. 15 жовтня 157-му бригаду тимчасово передали до 3-ї канадської піхотної дивізії, вона замінила канадські частини на плацдармі над каналом Леопольда.
З 23 жовтня до грудня 52-га дивізія перебувала в складі 1-ї канадської армії, служачи спочатку у II канадському корпусом, а потім у I британському корпусі. Першою операцією дивізії стала битва за опанування життєво важливого бельгійського порту Антверпен у битві при Шельді. Підрозділи брали участь в операціях «Віталіті» та «Інфатюейт» у Південному Бевеленді та на острові Валхерен для відкриття гирла Шельдтського естуарію. Це дало б змогу союзникам використовувати порт Антверпен як пункт постачання для військ у Північно-Західній Європі. Саме в цій життєво важливій операції 52-га дивізія блискуче провела свій перший бій, заслуживши високу оцінку. Під час бою дивізія отримала командування «всіма військовими операціями» на Валхерені. Це зокрема включало керівництво 4-ю бригадою командос, після того, як вона висадилася на острові, і загін командос № 4 під час штурму Флашингу. Після битви дивізія залишилася на Валхерені до листопада, коли її змінила 4-та канадська бронетанкова дивізія.
5 грудня дивізія була передана XXX корпусу 2-ї британської армії. Протягом місяця 157-ма піхотна бригада тимчасово перебувала у складі 43-ї (Вессекської) піхотної дивізії. У січні 1945 року 52-га дивізія, яка нині служила під командуванням XII корпусу, брала участь в операції «Блеккок» — зачищені від німецьких військ Рурського трикутника, що утворився внаслідок союзного наступу взимку 1945 року між голландськими містами Рурмонд і Сіттард та німецьким містом Гайнсберг. Під час операції 155-та піхотна бригада була приєднана до 7-ї бронетанкової дивізії.
З початку 1945 року дивізія (без 155-ї бригади) брала участь у вторгненні західних союзників до Німеччини, а її останньою великою місією була битва під Гамбургом, де вона завершила війну.